# TGS Niederrodenbach
Die TGS Niederrodenbach ist ein Sportverein aus Niederrodenbach, einem Ortsteil der Gemeinde Rodenbach im hessischen Main-Kinzig-Kreis. Der Verein wurde 1891 gegründet und ist nach eigenen Angaben mit über 1000 Mitgliedern und sieben Abteilungen einer der größten Vereine in Rodenbach. Er bietet seinen Mitgliedern vielfältige Möglichkeiten der sportlichen Betätigung. Die TGS ist am Vereinsheim der Bulauhalle beheimatet, dort finden ebenso die meisten sportlichen Events statt.
Der Verein gliedert sich in die sechs Abteilungen Handball, Turnen/Gymnastik, Leichtathletik, Langlauf, Wandern und e-Sports.

## Handball
Die erste Herrenmannschaft der TGS nahm in der Saison 1977/78 an der Hauptrunde des DHB-Pokals teil und schied in der ersten Runde durch eine 18:23-Niederlage gegen die Reinickendorfer Füchse aus.
Die Handballabteilung der TGS gliedert sich in folgende Bereiche: 1., 2. und 3. Männermannschaft, Damenmannschaft sowie weibliche und männliche Jugend. Aktuell spielt die erste Männermannschaft in der Landesliga Hessen Süd (Saison 2023/24). Die Jugendmannschaften spielen als JSG Buchberg in einer Spielgemeinschaft mit der Handballabteilung des Turnverein 1886 Langenselbold.